# Dreslers Park

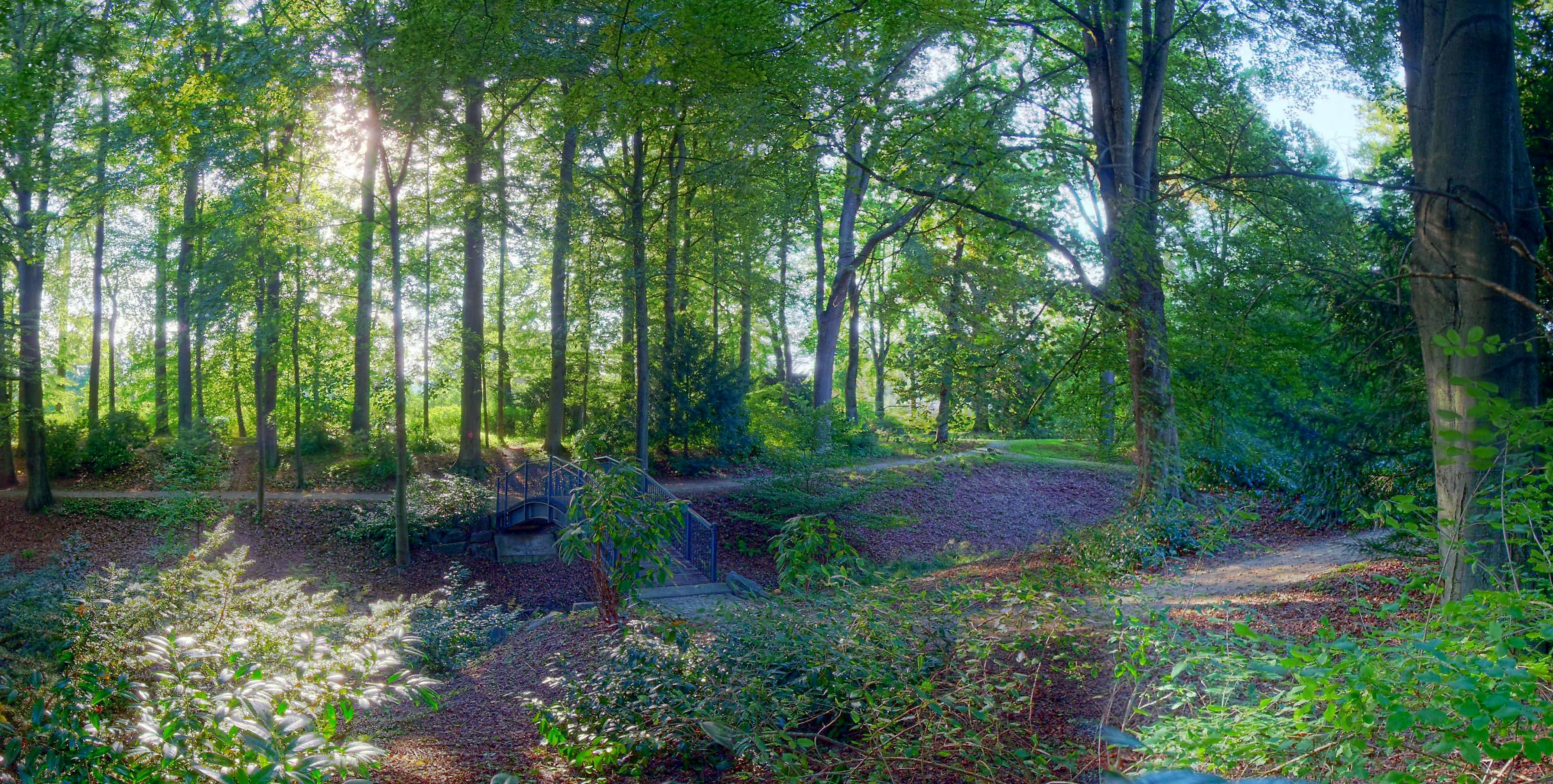
Wald in Dreslers Park, mit einer kleinen Brücke über einen teilweise erhaltenen Hohlweg

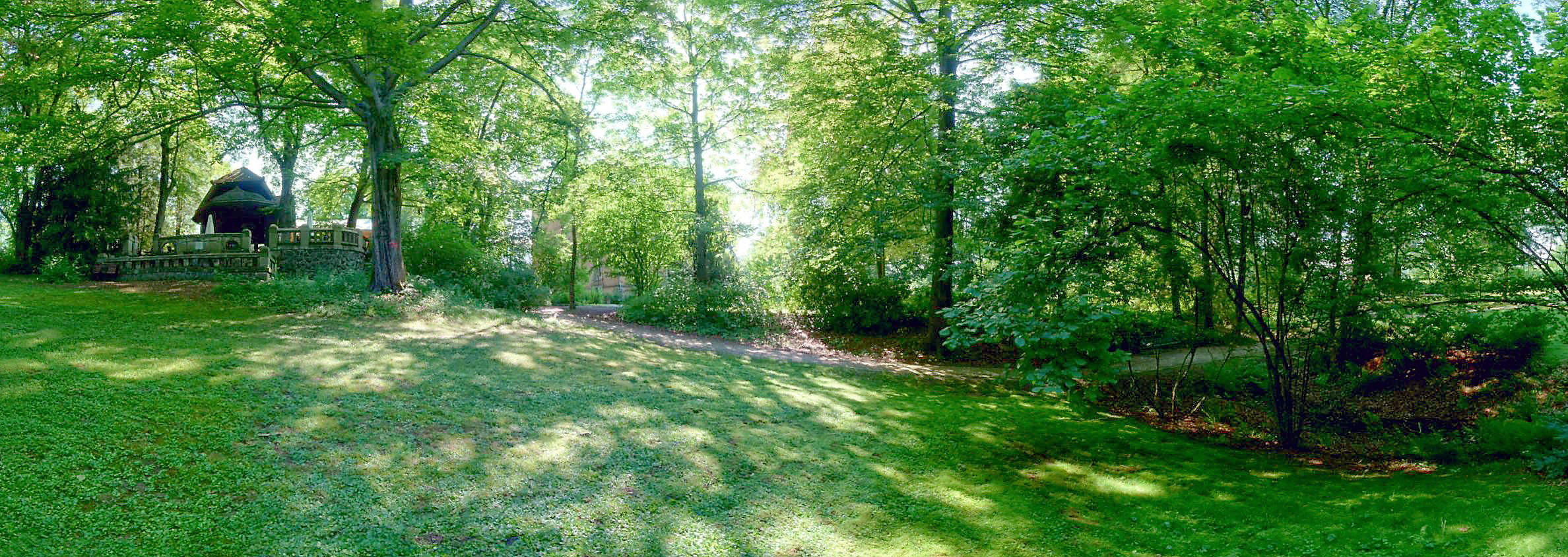
Parklandschaft unter Bäumen

Dreslers Park ist eine denkmalgeschützte Parkanlage in der nordrhein-westfälischen Stadt Kreuztal.
Bei dem Park handelt es sich um eine großflächig zusammenhängende Grünanlage, in deren Mitte sich zwei historische Villen nebst ehemaligen Stallungen befinden.

## Geschichte
Erbaut wurden sie von Heinrich Adolf Dresler (1835–1929) und dessen Bruder Friedrich Wilhelm Dresler (1839–1901). Die beiden hatten 1860 das „Kreuzthaler Walzwerk“ von ihrem Vater Johann Dresler III. übernommen. Als es für die Brüder immer schwieriger wurde, das Werk von Siegen aus zu leiten, ließen sie eine imposante Parkanlage und das sogenannte Weiße Haus an der Hauptstraße nach Krombach erbauen, welches sie 1869 bezogen.
Die gesamte, ursprüngliche Parkanlage war zu Lebzeiten der Brüder wesentlich größer als heute und enthielt zahlreiche Wirtschaftsflächen, die vor allem für die Land- und Viehwirtschaft genutzt wurden. Neben dem eigentlichen Park gab es Felder, Wiesen und Weiden sowie Obst- und Gemüsegärten.
1882 erbaute Wilhelm Dresler die Gelbe Villa unmittelbar neben dem Weißen Haus, und die Parkfläche wurde unter den Brüdern aufgeteilt. Nach dem Zweiten Weltkrieg stand der Park bis 1950 unter dem Kommando der Alliierten.
Im Laufe der Zeit wurden Parkflächen als Bauland veräußert oder fielen der wachsenden Infrastruktur zum Opfer. Übrig geblieben ist der Teil des Parks, der heute für die Öffentlichkeit zugänglich ist. Das Parkgelände wurde im Jahr 1989 von der Stadt Kreuztal erworben und 1997 offiziell als Bürger- und Kulturzentrum der Stadt eröffnet.
Der Park wurde mit allen Aufbauten, zu denen noch ein Musikpavillon gehört, am 29. März 1990 in die Denkmalliste der Stadt Kreuztal eingetragen.
Im Einzelnen verfügt der Park heute über die Weiße Villa (Tagungs- und Sitzungsräume, Platz für kulturelle Veranstaltungen), die Gelbe Villa (Trauzimmer des Standesamtes, Seminarräume sowie das Stadtarchiv), Kutscherhaus (Restaurant) und die Remise der Weißen Villa (Kindertagesstätte).